# Clinique Bois-Cerf
Die Clinique Bois-Cerf ist ein Spital in Lausanne. Sie steht auf der Spitalliste des Kantons Waadt, welcher damit Leistungsaufträge zur medizinischen Grundversorgung erteilt hat. Die Klinik wurde 1998 gegründet und ist Teil der Hirslanden-Gruppe.

## Geschichte
Die Gründung der Klinik geht zurück auf Schwestern der Gemeinschaft Religieuses Trinitaires de Valence. Ab 1892 pflegten die Schwestern in einer vorerst gemieteten Villa Kranke und Gebrechliche. 1902 erfolgte der Bau der Klinik. Das Gebäude wurde im Jahr 1980 durch einen Neubau ersetzt. Die Clinique Bois-Cerf war bis 1987 im Besitz der Schwesterngemeinschaft und wurde im Jahr 1998 Teil der Hirslanden-Gruppe.

## Kennzahlen
| Jahr      | Anzahl        | Anzahl               | Anzahl | Anzahl               | Anzahl |
| Jahr      | Mitarbeitende | Ärzte und Belegärzte | Betten | Behandelte Patienten |        |
| --------- | ------------- | -------------------- | ------ | -------------------- | ------ |
| 2018/2019 | 346           | 339                  | 68     | 3713                 |        |
| 2019/2020 | 334           | 333                  | 68     | 3553                 |        |
| 2021/2022 | 351           | 338                  | 68     | 3577                 |        |
| 2022/2023 | 335           | 358                  | 68     | 3586                 |        |
| 2023/2024 | 333           | 375                  | 68     | 3693                 |        |

Quelle: Kennzahlenbericht der Clinique Bois-Cerf

## Fachgebiete
| Fachgebiet                                             | behandelte, stationäre Patienten | behandelte, stationäre Patienten | behandelte, stationäre Patienten | behandelte, stationäre Patienten |           |
| Fachgebiet                                             | 2018/2019                        | 2019/2020                        | 2021/2022                        | 2022/2023                        | 2023/2024 |
| ------------------------------------------------------ | -------------------------------- | -------------------------------- | -------------------------------- | -------------------------------- | --------- |
| Orthopädie/Sportmedizin                                | 2653                             | 2523                             | 2368                             | 2488                             | 2696      |
| Chirurgie/Viszeralchirurgie                            | 12                               | 10                               | 96                               | 8                                | 6         |
| Innere Medizin                                         | 61                               | 82                               | 132                              | 46                               | 57        |
| Urologie                                               | 141                              | 64                               | 27                               | 6                                | 0         |
| Onkologie/Hämatologie                                  | 230                              | 228                              | 232                              | 164                              | 199       |
| Plastische Chirurgie                                   | 17                               | 6                                | 8                                | 5                                | 1         |
| Handchirurgie                                          | 270                              | 240                              | 289                              | 334                              | 280       |
| Kiefer- und Gesichtschirurgie                          | 5                                | 14                               | 14                               | 25                               | 18        |
| Oto-Rhino-Laryngologie                                 | 75                               | 66                               | 66                               | 67                               | 84        |
| Pneumologie                                            | 3                                | 6                                | 0                                | 0                                | 0         |
| Ophthalmologie                                         | 62                               | 113                              | 137                              | 130                              | 141       |
| Rheumatologie/Physikalische Medizin und Rehabilitation | 6                                | 15                               | 2                                | 0                                | 0         |
| Radiologie/Neuroradiologie                             | 160                              | 150                              | 187                              | 192                              | 167       |
| Radio-Onkologie/Radiotherapie                          | 1                                | 1                                | 0                                | 1                                | 0         |
| Übrige Fachbereiche                                    | 17                               | 34                               | 11                               | 2                                | 1         |

Quelle: Kennzahlenbericht der Clinique Bois-Cerf